# Джек Чарлтон
Джек Чарлтон (англ. Jack Charlton; 8 травня 1935, Ашингтон — 10 липня 2020) — англійський футболіст, захисник. По завершенні ігрової кар'єри — футбольний тренер.
Відомий виступами за клуб «Лідс Юнайтед», за який провів усю свою кар'єру, а також національну збірну Англії.

## Клубна кар'єра
Вихованець футбольної школи клубу «Лідс Юнайтед». Дорослу футбольну кар'єру розпочав 1952 року в основній команді того ж клубу, кольори якої і захищав протягом усієї своєї кар'єри гравця, що тривала цілих двадцять два роки. Більшість часу, проведеного у складі «Лідс Юнайтед», був основним гравцем захисту команди. За цей час виборов титул чемпіона Англії, ставав володарем Кубка Англії, володарем Суперкубка Англії та дворазовим володарем Кубка ярмарків.

## Виступи за збірну
1965 року дебютував в офіційних матчах у складі національної збірної Англії. Протягом кар'єри у національній команді, яка тривала 6 років, провів у формі головної команди країни 35 матчів, забивши 6 голів. У складі збірної був учасником, чемпіонату світу 1966 року в Англії, здобувши того року титул чемпіона світу, чемпіонату Європи 1968 року в Італії, на якому команда здобула бронзові нагороди та чемпіонату світу 1970 року у Мексиці.

## Кар'єра тренера
Розпочав тренерську кар'єру відразу ж по завершенні кар'єри гравця, 1973 року, очоливши тренерський штаб клубу «Мідлсбро».
Надалі очолював команди клубів «Шеффілд Венсдей» та «Ньюкасл Юнайтед».
Останнім місцем тренерської роботи була збірна Ірландії, яку Джек Чарльтон очолював як головний тренер до 1995 року і разом з якою був учасником чемпіонату Європи 1988 року у ФРН, чемпіонату світу 1990 року в Італії та чемпіонату світу 1994 року у США.

## Титули і досягнення

### Командні
- Чемпіон Англії (1):

«Лідс Юнайтед»: 1968-69
- Володар Кубка Англії (1):

«Лідс Юнайтед»: 1971-72
- Володар Кубка англійської ліги (1):

«Лідс Юнайтед»: 1967-68
- Володар Суперкубка Англії (1):

«Лідс Юнайтед»: 1969
- Володар Кубка ярмарків (2):

«Лідс Юнайтед»: 1967-68, 1970-71
- Чемпіон світу (1):

1966

### Особисті
- Футболіст року за версією АФЖ: 1967